# ヴァドソー
ヴァドソー （Vadsø [ˈvɑdˈsøː] ( 音声ファイル), 北部サーミ語:Čáhcesuolu, フィンランド語:Vesisaari）は、ノルウェー王国フィンマルク県の都市。フィンマルク県庁およびトロムス・オ・フィンマルク県知事の所在地である。面積1,258平方キロメートル。人口5,807人（2024年）。

## 地理
ヴァドソーはヴァランゲル半島南岸にあり、カバノキ属の樹木の森が周囲に広がっている。

## 歴史

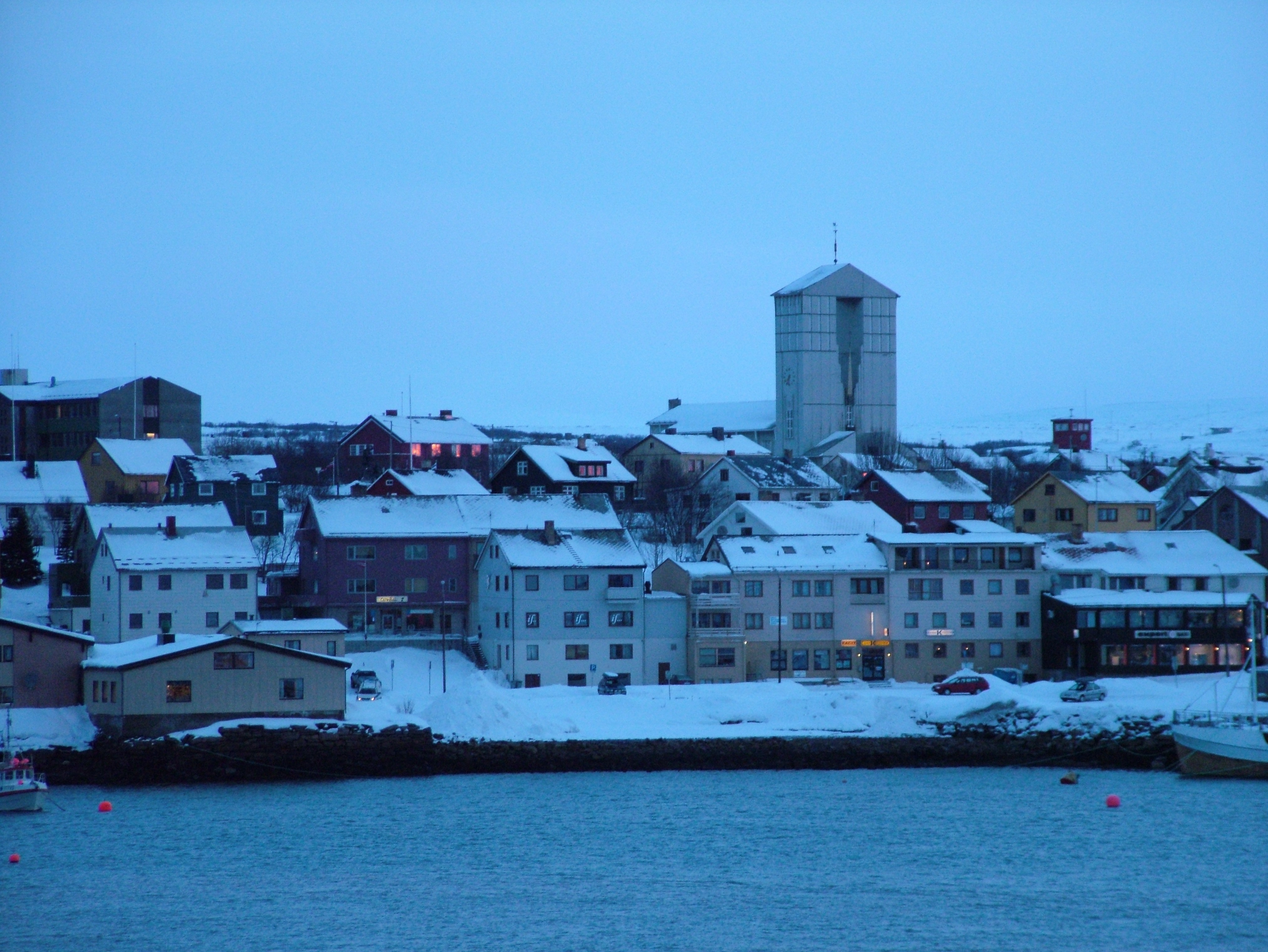
教会を含むヴァドソーの町並み。2004年2月

1500年代に漁村ができ、ヴァドソヤ島にある教会ができた。のちに住民がヴァドソヤ島から本土へ移り住んだ。町となったのは1833年で、まもなくフィンランドとスウェーデン北部から飢餓に苦しむ移民が集まった。フィンランド語が瞬く間に第一言語となり、この状態が10年続いた。現在でもフィンランド語は家庭内で話されている。ナチス・ドイツに占領された第二次世界大戦中、ヴァドソーは幾度もソヴィエト軍の空襲を受けた。しかし、フィンマルク県の他の場所と違い、19世紀からの木造建築が被害を受けずに今も残っている。ノルウェー人の建てたエスベンセン邸、フィンランド人の建てたトゥオマイネン邸などである。ヴァドソヤ島は1926年、探検家ウンベルト・ノビレとロアール・アムンセンが飛行船ノルゲ号で北極点探険へ向かった出発地である。ノビレは飛行船イタリア号で1928年に再度訪れている。

## 交通
ヴァドソー空港がある。

## 名前の由来
ノース語のVatnsøyに由来する。vatnは水、øyは島を意味する。『飲料水のある島』という意味である。

## 紋章
1976年より使用している。トナカイの頭部を表す。

## 野鳥
ヴァランゲル・フィヨルドの岸に位置することから、ヴァドソーは貴重な野鳥観察で知られる。

## 姉妹都市
- - ホルスタブロ, デンマーク
- - カルッキラ, フィンランド
- - ケミヤルヴィ, フィンランド
- - ムルマンスク, ロシア
- - オクセレスンド, スウェーデン